# Yuka Miyazaki
Yuka Miyazaki (宮﨑 有香, Miyazaki Yuka, Iga, 13 oktober 1983) is een voormalig Japans voetbalster.

## Carrière
Miyazaki speelde voor onder meer Iga FC Kunoichi.
Zij nam met het Japans vrouwenvoetbalelftal deel aan de Wereldkampioenschappen in 2003, maar zij kwam tijdens dit toernooi niet in actie. Japan werd uitgeschakeld in de groepsfase met de Argentinië, Duitsland en Canada.

## Statistieken
| Japans vrouwenvoetbalelftal | Japans vrouwenvoetbalelftal | Japans vrouwenvoetbalelftal |
| Jaar                        | Wed.                        | Dlp.                        |
| --------------------------- | --------------------------- | --------------------------- |
| 2001                        | 5                           | 0                           |
| 2002                        | 5                           | 1                           |
| 2003                        | 6                           | 1                           |
| 2004                        | 1                           | 0                           |
| 2005                        | 0                           | 0                           |
| 2006                        | 0                           | 0                           |
| 2007                        | 0                           | 0                           |
| 2008                        | 0                           | 0                           |
| 2009                        | 1                           | 0                           |
| Totaal                      | 18                          | 2                           |